# Base Aérea Militar Santa Cruz
La Base Aérea Militar (BAM) Santa Cruz fue una base aérea de despliegue operativo de la Fuerza Aérea Argentina. Fue creada en 1978 por la crisis argentino-chilena. El Grupo 3 de Ataque, equipado de aviones FMA IA-58 Pucará, desplegó desde la base. En 1982 la FAA reactivó la base por el conflicto del Atlántico Sur y el Grupo 3 volvió a desplegar como parte de la Fuerza Aérea Sur 
La FAA desplego Ocho (8) piezas TCM-20 de 20mm (80.000 tiros) y un radar táctico de alerte temprana, para defensa aérea de la base.
. En la BAM Santa Cruz desplegó también un radar Cardion AN/TPS-44 Alert MK II, de la dotación del Ejército Argentino, y empleado por la Fuerza Aérea.